# دنبووتسه
دنبووتسه (به لهستانی:  Dębowce) یک روستا در لهستان است که در گمینا مروزه واقع شده‌است. دنبووتسه ۲۷۰ نفر جمعیت دارد.